# El Espartal
El Espartal es un núcleo de población de la Comunidad de Madrid (España), situado a unos cincuenta kilómetros al nornoreste de la capital, en la cuenca del río Jarama. No tiene ayuntamiento propio, pues se trata de una pedanía perteneciente a El Vellón.

## Transporte público
El acceso en transporte público a El Espartal es muy limitado ya que cuenta con dos líneas de autobuses, que tienen muy pocas expediciones diarias.
| Línea | Recorrido                                         |
| ----- | ------------------------------------------------- |
| 197D  | Torrelaguna - El Molar                            |
| 197E  | Torrelaguna - Valdepiélagos - Talamanca de Jarama |

## Lugares de interés

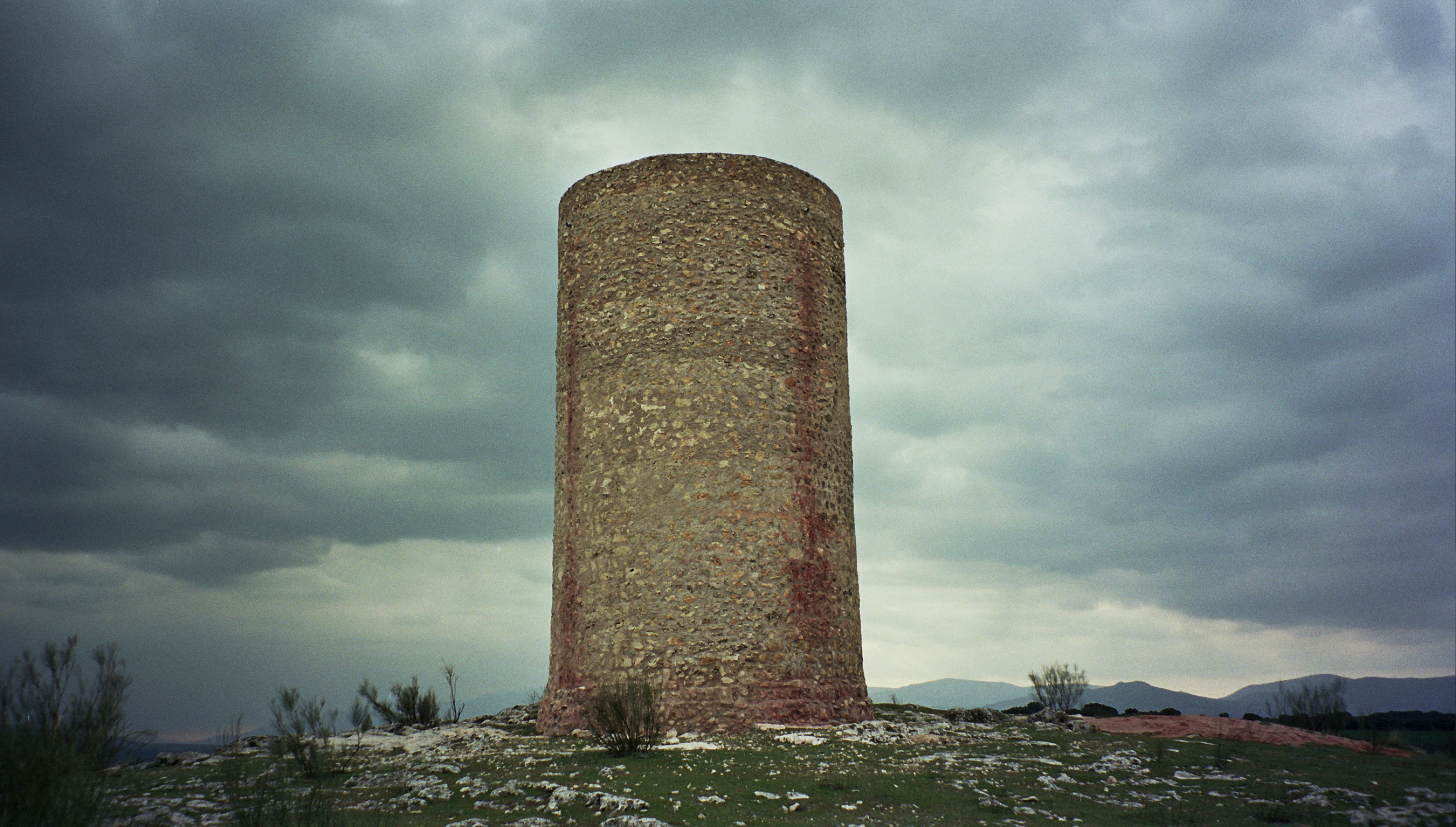
Atalaya islámica cerca de El Espartal.

- La atalaya árabe, perteneciente a la antigua defensa musulmana de la población de Talamanca de Jarama, capital por entonces de toda la zona.
- El paraje de Los Quebraones, lugar singular de rocas quebradas y pequeños pasos entre las grietas que se quemó en el año 2012 y era de gran belleza.

La iglesia parroquial de El Espartal es la de Nuestra Señora de la Concepción, datada del siglo XX y compuesta por una única nave rectangular cubierta con dos aguas y un ábside poligonal más grande. Dentro de ella podemos observar una pila bautismal que aún se conserva desde el siglo XVI.
- La Cueva de la Mora, sita en el paraje llamado de Los Taberneros, de entrada estrecha y varios kilómetros de longitud según los lugareños. Dos leyendas tiene esta cueva. La primera, la que le da nombre, habla de una mora que vivía allí. Un día fue vista por un pastor de El Vellón mientras se peinaba cerca del arroyo con peine de oro (o plata, según la versión). Entonces le preguntó al pastor que qué era más de su agrado, si el peine o la peinadora. El pastor respondió que el peine y entonces la mora se escondió corriendo en la cueva y ya nunca más salió. La segunda dice que como nadie se atrevió nunca a explorar la cueva, un buen día metieron en ella un perro. El perro salió varios kilómetros más adelante, al otro lado de la loma, y totalmente despellejado, dando así idea de lo estrecho de las galerías.

- Datos: Q5821880
- Multimedia: El Espartal / Q5821880